# Aleksandr Povetkin
Alexander Vladimirovich Povetkin (Kopejsk, 2 september 1979) is een Russische bokser. Hij vecht in de zwaargewichtklasse. Hij behaalde goud op de Olympische Spelen van 2004 en is een voormalig WBA-zwaargewichttitelhouder.

## Amateurcarrière
Alexander Povetkin begon als kickbokser, waarin hij in 2000 Europees kampioen werd. Hierna stapte hij over naar het boksen waarin hij in hetzelfde jaar Russisch kampioen werd in het superzwaargewicht. Hij werd Europees kampioen in 2002 en 2004 en wereldkampioen in 2003. In 2004 won hij de gouden medaille bij het superzwaargewicht op de Olympische Spelen van Athene. Een jaar later stapte hij over op professioneel boksen.

## Profcarrière
Op 11 juni 2005 maakte Povetkin zijn profdebuut. Hij won in de tweede ronde van de Duitser Muhammed Ali Durmaz op technische knock-out. Hij vocht in het begin van zijn carrière veelvuldig in Duitsland.  
Hij steeg snel op de wereldranglijst en kreeg de kans op een wereldtitel in een door de IBF georganiseerd toernooi. Hij won van de Amerikaan Chris Byrd (technische knock-out in de elfde ronde) en in de finale op punten van Amerikaan Eddie Chambers. Een voor 13 december 2008 gepland gevecht tegen Volodymyr Klytsjko moest door een blessure worden afgelast. In 2010 werd het gevecht wederom afgelast, ditmaal omdat Povetkin niet kwam opdagen op een persconferentie en het gevecht later afblies.

### De wereldtitel
Na zijn blessure in 2008 werd Povetkin minder actief, maar op 27 augustus 2011 kreeg Povetkin de kans om te vechten om de vacante WBA-zwaargewichttitel tegen de Oezbeek Ruslan Chagaev. Hij won het gevecht unaniem op punten.
Hij zou hierna zijn titel viermaal met succes verdedigen. 

### Alexander Povetkin tegen Volodymyr Klytsjko
Op 5 oktober 2013 vond alsnog het gevecht tussen Alexander Povetkin en Volodymyr Klytsjko plaats. Zij stonden op dat moment respectievelijk op plaats 1 en 2 van de wereldranglijst en streden om vier titels: de WBA-, WBO-, IBF- en IBO-titel. Povetkin incasseerde zijn eerste knock-down uit zijn profcarrière in de tweede ronde en ging in de zevende ronde nog drie keer neer. Het gevecht ging uiteindelijk over de volle twaalf rondes en werd gewonnen door Klytsjko, die ruim op punten won. Klytsjko kreeg achteraf veel kritiek, omdat hij zijn tegenstander elke ronde veelvuldig vasthield.

### Terug naar de top
Na het verloren gevecht tegen Volodymyr Klytsjko won Povetkin vier wedstrijden op rij op knock-out. Hij zou op 21 mei 2016 wederom een kans op een wereldtitel krijgen om te vechten voor de WBC-zwaargewichttitel tegen de ongeslagen Amerikaan Deontay Wilder. Dit gevecht werd echter tot nader order uitgesteld nadat Povetkin positief testte op meldonium. 